# Arnold Tilgmann
Arnold Gotthard Tilgmann, född 12 september 1902 i Küssnacht i Schweiz, död 19 januari 1978 i Helsingfors, var en finländsk operasångare, skådespelare och illustratör. Han var bror till sångerskan Pia Ravenna.
Tilgmann var son till affärsmannen Hermann Hildor Tilgmann och Alma Matilda Sjöblom. Efter konststudier bedrev Tilgmann sångstudier vid Helsingfors musikinstitut 1925–1928 och gjorde studieresor till Italien 1931 och 1937. Han uppträdde vid Finlands nationalopera, gjorde konsertresor till Milano och Stockholm och var sedan 1939 sångare i Finlandiakören i USA. Från 1922 var han verksam vid Oy Tilgmann Ab.
Mellan 1929 och 1936 gjorde Tilgmann 18 skivinspelningar, samtliga med stavningen Arnold Tilgman.

## Skivinspelningar

### 1929
- Ei saa
- Hae pois vaan sormukses
- Heilani kotiin
- Härmän pojat
- Kullan ylistys
- Käy lehtohon
- Lintu se lauloi
- Metsän puita tuuli tuudittaa
- Mä poika olen nuori
- Niin minä neitonen sinulle laulan
- Pelimanni polkkaa soittaa
- Tula tullallaa
- Voi niitä aikoja entisiä
- Ruusu haudalle
- Sä kasvoit neito kaunoinen
- Armaasta erotessa (tillsammans med Georg Malmstén, R.R. Ryynänen, Rafael Karlsson)
- Suksimiesten laulu (tillsammans med Georg Malmstén, R.R. Ryynänen, Rafael Karlsson

### 20.6. 1936
- Niin minä neitonen sinulle laulan

## Filmografi
- Laivan kannella, 1938
- Jos oisi valtaa..., 1941
- Totinen torvisoittaja, 1941